# 운송경제학

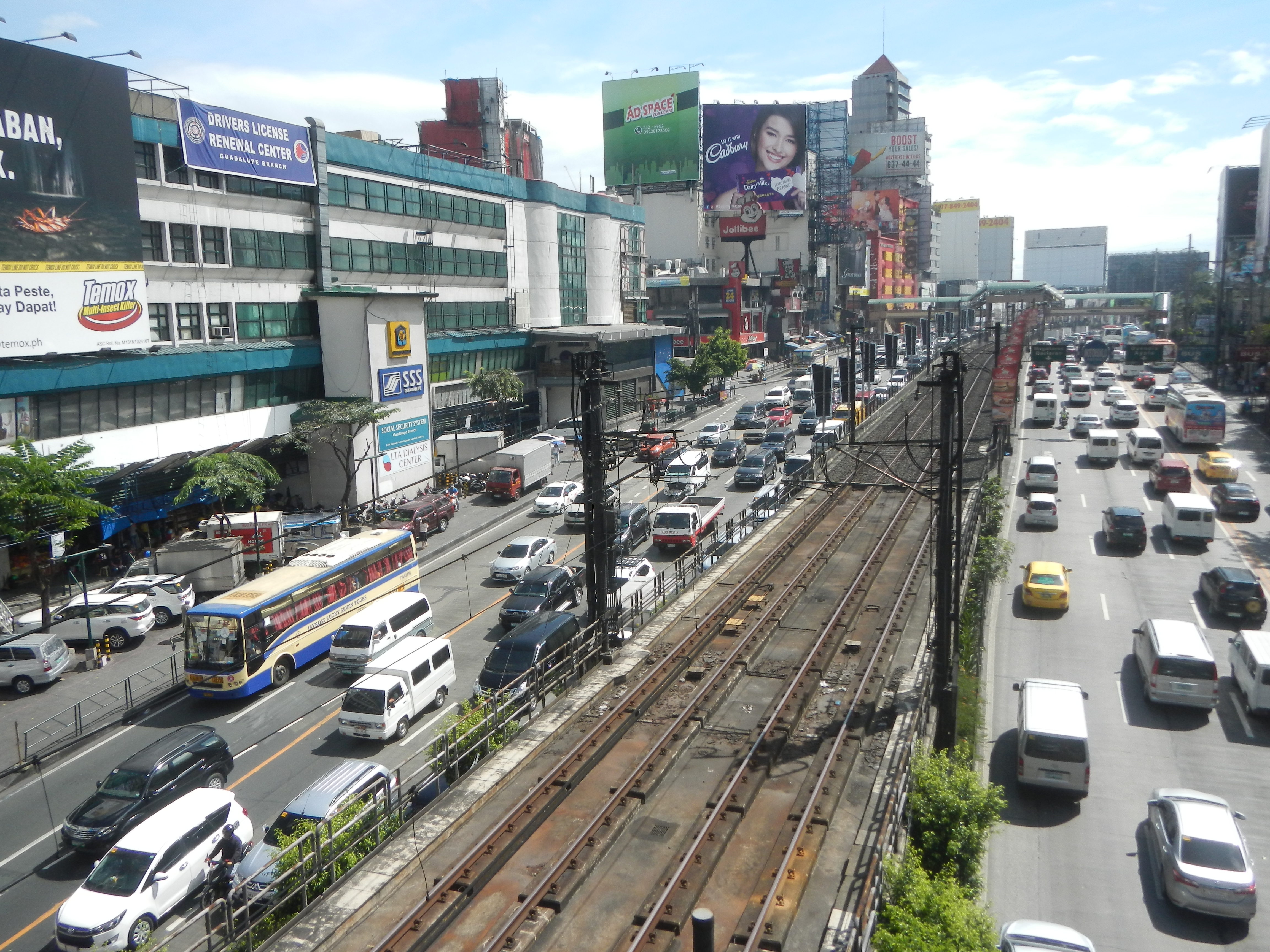
이 그림은 다양한 교통 시스템을 보여준다: 대중 교통, 개인 차량 도로 이용, 그리고 철도

운송경제학(Transport Economics) 또는 교통경제학은 미국 경제학자 존 R. 메이어(John R. Meyer)가 1959년에 만든 경제학의 한 분야로, 운송 부문 내 자원 배분을 다루고 있다. 토목공학과 밀접한 관련이 있다. 운송 경제학은 공간이 없고 순간적인 경제라는 가정이 성립하지 않는다는 점에서 다른 경제학 분야와 다르다. 사람과 상품은 특정 속도로 교통망을 통해 움직인다. 수요가 최고조에 달한다. 사전 항공권 구매는 종종 낮은 요금으로 인해 유도된다. 네트워크 자체는 경쟁력이 있을 수도 있고 그렇지 않을 수도 있다. 단일 여행(소비자의 눈에는 최종 상품)에는 여러 회사, 대행사 및 운송 수단이 제공하는 서비스 묶음이 필요할 수 있다.
운송 시스템은 다른 산업과 동일한 수요와 공급 이론을 따르지만 네트워크 효과의 복잡성과 서로 다른 상품(예: 자동차 및 버스 여행) 간의 선택으로 인해 운송 시설에 대한 수요를 추정하기가 어렵다. 운송 결정과 관련된 상품 간의 가능한 선택을 추정하기 위한 모델(이산 선택 모델)의 개발은 계량경제학의 중요한 분야의 개발로 이어졌으며 대니얼 맥패든이 노벨상을 받았다.
운송 분야에서 수요는 이동 횟수 또는 모든 여정에 걸쳐 이동한 총 거리로 측정할 수 있다(예: 대중 교통의 경우 승객-킬로미터, 개인 교통의 경우 차량-이동 킬로미터(VKT)). 공급은 용량의 척도로 간주된다. 상품(여행)의 가격은 금전과 시간 지출을 모두 포함하는 일반화된 여행 비용을 사용하여 측정된다.
공급(즉, 용량) 증가의 효과는 잠재적인 환경적 결과가 상당하기 때문에 운송경제학(유도된 수요 참고)에서 특히 관심을 끌고 있다.

## 같이 보기
- 기반 시설
- 지속 가능한 교통
- 대중교통 지향 개발